# تاریخچه اوپن‌بی‌اس‌دی
| ایجاز: | نگارش قدیمی | نگارش قدیمی‌تر، هنوز پشتیبانی می‌شود | نگارش جاری | آخرین نگارش پیش‌نمایش | انتشار آتی |

| نسخه | تاریخ انتشار       | تغییرات عمده |
| ---- | ------------------ | --- |
| ۱٫۱  | ۱۸ اکتبر ۱۹۹۵      | - تئو درات مخزن سی‌وی‌اس اوپن‌بی‌اس‌دی را ایجاد کرد. - شماره نسخه در این وهله از زمان ۱٫۱ بود اما اوپن‌بی‌اس‌دی ۱٫۱ هیچگاه به طور رسمی منتشر نشده بود و این شماره نسخه از نت‌بی‌اس‌دی ۱٫۱، شاخه‌ای که اوپن‌بی‌اس‌دی از آن منشعب شده بود، بجا مانده بود. |
| ۱٫۲  | ۱ ژوئیه ۱۹۹۶       | - صفحه راهنما intro(9)‎ ایجاد شد که ساختار داخلی هسته را تشریح می‌کرد. - دستور update(8)‎ گنجانده شد. - همانند قبل، نسخه ۱٫۲ هم یک انتشار غیررسمی از اوپن‌بی‌اس‌دی بود. |
| ۲٫۰  | ۱ اکتبر ۱۹۹۶       | - اولین انتشار رسمی اوپن‌بی‌اس‌دی و همین‌طور تاریخی که اکس‌فری۸۶ برای اولین بار اوپن‌بی‌اس‌دی را به طور مجزا از نت‌بی‌اس‌دی به رسمیت شناخت. - ادغام کردن اولیه پورت‌های فری‌بی‌اس‌دی در سیستم - gawk از سیستم حذف شد و AT&T awk جایگزین آن شد. - zlib در سیستم گنجانده شد. - sudo به سیستم اضافه گشت. |
| ۲٫۱  | حوالی ۱ ژوئیه ۱۹۹۱ | - sh قدیمی با pdksh جایگزین شد. |
| ۲٫۲  | ۱ دسامبر ۱۹۹۷      | - صفحه راهنمای afterboot(8)‎ به سیستم اضافه شد. |
| ۲٫۳  | ۱۹ می ۱۹۹۸         | - غول هاله‌دار توسط Erick Green طراحی شد. در این مرحله تنها بخش سر کامل شده بود. |
| ۲٫۴  | ۱ دسامبر ۱۹۹۸      | - غول هاله‌دار کامل شد و کل بدن و همین‌طور یک نیزه هم برای آن کشیده شد. |
| ۲٫۵  | ۱۹ می ۱۹۹۹         | - غول پاسبان توسط Ty Semaka کشیده شد. - ۴ ژوئن ۱۹۹۹ - اولین هکاتون، ۱۰ توسعه‌دهنده در کلگری، آلبرتا، کانادا گرد هم آمدند. |
| ۲٫۶  | دسامبر ۱۹۹۹        | - اوپن‌بی‌اس‌دی اولین بار به همراه اوپن‌اس‌اس‌اچ عرضه شد که امروزه به صورت یک استاندارد برای همه سیستم‌عامل‌های شبه یونیکس در دسترس قرار دارد. |
| 2.7  | ۱۵ ژوئن ۲۰۰۰       | - پشتیبانی از پروتکل SSH2 به اوپن‌اس‌اس‌چ اضافه شد. - تغییرات و بهبودهای گسترده در مستندات - پشتیبانی از vlan - رمزنگاری کردن فضای swap - بهبودهایی در USB - ۱۵ ژوئن ۲۰۰۰: ۱۸ توسعه‌دهنده در کلگری گرد هم آمدند. |
| 2.8  | ۱ دسامبر ۲۰۰۰      | - پشتیبانی از استاندارد رمزنگاری AES - پشتیبانی از sftp-server در OpenSSH - گنجاندن tcfs - پشتیبانی از ماوس در حالت کنسولی در i386 |
| 2.9  | ۱ ژوئن ۲۰۰۱        | - بهینه‌سازی گسترده در مستندات - پشتیبانی از usernameها با کاراکترهای طولانی - بهبود گسترده در لایه سازگاری با لینوکس - بهینه‌سازی گسترده در softupdates - سیستم آگاه‌سازی kqueue(2)‎ - ۲۱ ژوئن ۲۰۰۱: ۳۵ توسعه‌دهنده در کمبریج، ماساچوست، ایالات متحده - ۱۷ اوت ۲۰۰۱: ۱۲ توسعه‌دهنده در واشینگتن دی‌سی ایالات متحده |
| 3.0  | ۱ دسامبر ۲۰۰۱      | - منتشر شدن ترانه E-Railed (OpenBSD Mix)‎ - یک ترانه در سبک تکنو، اولین ترانه اوپن‌بی‌اس‌دی. از این تاریخ به بعد هر نسخه به همراه یک ترانه عرضه می‌شود. - پس از محدودیت‌هایی که بر روی پروانه آی‌پی‌فیلتر اعمال شد، فایروال پی‌اف توسعه داده شد. هم‌اکنون پی‌اف در دیگر سیستم‌عامل‌های خانواده بی‌اس‌دی هم استفاده می‌شود. - پورت شدن بر روی سکوی sparc64 |
| 3.1  | ۱۹ می ۲۰۰۲         | - ترانه Systemagic، الهام گرفته شده از آثار رامشتاین و نقیضه‌ای از بافی قاتل خون‌آشام‌ها - ۴ ژوئین ۲۰۰۲: ۴۲ توسعه‌دهنده در کلگری - خاستگاه شعار «خفه شو و هک کن!» - بهینه‌سازی گسترده بر روی سکوی sparc64 و پشتیبانی از X11 در این معماری - بهینه‌سازی گسترده در فایروال pf |
| 3.2  | ۱ نوامبر ۲۰۰۲      | - فعال‌سازی Privilege separation به صورت پیشفرض در OpenSSH - اجرا شدن Apache در یک محیط chroot شده به شکل پیشفرض - پشتیبانی از رمزنگاری سخت‌افزاری متقارن و نامتقارن - ابزار جدید systrace - ترانه Goldflipper، الهام‌گرفته شده از سری جیمز باند |
| 3.3  | ۱ می ۲۰۰۳          | - گنجاندن فناوری محافظت از پشته ProPolice - W^X - در سال ۲۰۰۳ کدهای ALTQ که تحت پروانه‌ای بودند که از مانع فروختن آثار مشتق‌شده می‌شد، تغییر پروانه داد و با پی‌اف ادغام شد و در اوپن‌بی‌اس‌دی ۳٫۳ قرار گرفت. - ترانه Puff the Barbarian، الهام گرفته شده از کونان بربری، در انتقاد به شرکت سان مایکروسیستمز که از منتشر کردن مستدات در رابطه با پردازنده ltraSPARC III سرباز زد. |
| 3.4  | ۱ نوامبر ۲۰۰۳      | - ld.so(1)‎ کتابخانه‌ها را به صورت تصادفی در حافظه بارگذاری می‌کند تا امنیت سیستم بالاتر رود - Privilege separation در syslogd(8)‎ - توابع کار با رشته‌ای که از نظر امنیتی مشکل داشتند همانند strcpy(3)‎ و … از هسته سیستم برداشته شدند. - ProPolice بهینه‌سازی و در هسته فعال شد. - برطرف کردن برخی از مشکلات مربوط به پروانه‌ها، بندهای تبلیغاتی از بسیاری از قسمت‌های سیستم برداشته شدند. - ابزار growfs(8)‎ - برنامه gzip که تحت پروانه gpl بود از سیستم حذف شد و در عوض قابلیت‌های آن در برنامه compress پیاده‌سازی شد. - grep که تحت GPL بود از سیستم حذف شد و FreeGrep جای آن را گرفت. این Grep جدید در NetBSD هم وجود دارد که تحت پروانه BSD توسعه می‌یابد. - یک برنامه diff که تحت مالیکیت عمومی بود بروزرسانی شد و در اوپن‌بی‌اس‌دی به جای GNU diff قرار گرفت که تحت پروانه جی‌پی‌ال بود. - کدهای p0f که تحت پروانه جی‌پی‌ال بودند تغییر مجوز دادند و با پی‌اف ادغام شدند تا پی‌اف بتواند سیستم‌عامل‌ها را به صورت پسیو شناسایی کند. - ۲۴ آوریل ۲۰۰۴: هکاتونی مختص به پی‌اف - ترانه The Legend of Puffy Hood، در انتقاد به دارپا به خاطر لغو کردن بودجه دوساله‌ای اوپن‌بی‌اس‌دی، به این دلیل که تئو درات در یک مصاحبه با روزنامه کانادایی گلاب اند میل، «حرف‌های ضد جنگ در مورد جنگ عراق زده بود» و از ان انتقاد کرده بود. |
| 3.5  | ۱ می ۲۰۰۴          | - معرفی CARP - استفاده از Privilege separation در برخی دیگر از برنامه‌ها - جایگزین کردن برخی از ابزارهای گنو نظیر bc, dc, nm و size با ابزارهایی معادل که تحت پروانه بی‌اس‌دی بودند. - ترانه CARP License" and "Redundancy must be free |
| 3.6  | ۱ نوامبر ۲۰۰۴      | - پشتیبانی از سکوی جدید luna88k - پشتیبانی از SMP در سکوهای amd64 و i386 - بهبود کارایی NFS - معرفی OpenNTPD - ترانه Pond-erosa Puff (live)‎ در انتقاد به برخی از پروژه‌های نرم‌افزار آزاد نظیر اکس‌فری۸۶ که سعی کرده بودند تغییراتی در متن اجازه‌نامه نرم‌افزارهای خود بدهند و بدین ترتیب دست کاربران را بیشتر ببندند. |
| 3.7  | ۱۹ می ۲۰۰۵         | - سکوهای جدید zaurus و sgi - ابزارهای جدید ospfd(8)‎ و getcap(1)‎ - پشتیبانی درون‌هسته‌ای از pppoe(4)‎ - قابلیت‌های جدید در ntpd(8)‎، bgpd(8)‎، pf(4)‎، isakmpd(8)‎، spamd(8)‎ - ۲۱ می ۲۰۰۵: ۶۰ توسعه‌دهنده در کلگری - ترانه Wizard of OS، الهام گرفته شده از جادوگر شهر اوز |
| 3.8  | نوامبر ۲۰۰۵        | - ۱ نوامبر ۲۰۰۵: هکاتون پورت‌ها: ۱۲ توسعه‌دهنده در ونیز ایتالیا - ترانه Hackers of the Lost RAID |
| 3.9  | ۱ می ۲۰۰۶          | - افزایش قابلیت‌های OpenBGPD - بهبود چارچوب سنسورهای سخت‌افزاری - ترانه Blob! در انتقاد به لکه‌های دودویی و استفاده از آنها |
| 4.0  | ۱ نوامبر ۲۰۰۶      | - بهبود در معماری‌های armish, sparc64، zaurus - تعداد زیادی درایور جدید و بهبودهای فراوان دیگر در درایورهای قبلی - جایگزین کردن GNU RCS با OpenRCS - بهینه‌سازی‌هایی در پشته IPsec - پشتیبانی از X11 در معماری VAX - پشتیبانی از https در ftp(1)‎ - ترانه Humppa Negala |
| 4.1  | ۱ می ۲۰۰۷          | - پشتیبانی بهتر از سکوهای landisk, sparc64 - متوقف کردن پشتیبانی از سکوی cats - تعدادی زیادی درایور جدید از جمله owsbm(4)‎، pwdog(4)‎، mc(4)‎، uberry(4)‎ و … - پشتیبانی از چیپ‌هایی انویدیا، AMD و اینتل در pciide(4)‎ - بازنویسی نسخه گنویی pkg-config(1)‎ با ابزاری با همین نام و البته تحت پروانه بی‌اس‌دی - ابزارهای جدید hoststated(8)‎، bgplg(8)‎، bgplgsh(8)‎ - ابزار جدید ripd(8)‎ با پروانه بی‌اس‌دی - ترانه Puffy Baba and the 40 Vendors |
| 4.2  | ۱ نوامبر ۲۰۰۷      | - به خاطر یکسری از مشکلات، این نسخه بر روی سکوی sgi منتشر نشد - بهینه‌سازی‌هایی در سکوهای sparc64، hppa و alpha - درایورهای جدیدی از جمله led(4)‎، bbc(4)‎، pmc(4)‎ و … - ابزارهای جدید cwm(1)‎، zless(1)‎، mount_vnd(8)‎ - بهینه‌سازی‌هایی در pkg_add(1)‎ - پشتیبانی از روش آی‌پی‌دهی به شکل CIDR در ifconfig - بهینه‌سازی‌های گسترده در پشته شبکه - OpenSSH نسخه ۴٫۷ - ترانه ۱۰۰۰۰۱ ۱۰۱۰۱۰۱، ترانه‌ای در انتقاد به برخی از سیستم‌عامل‌های متن‌باز نظیر لینوکس که به جای تشویق شرکت‌ها به منتشر کردن مستندات برای سخت‌افزارهایشان، تن به امضا کردن پیمان‌نامه عدم افشا با سازندگان سخت‌افزارها می‌کنند. |
| 4.3  | ۱ می ۲۰۰۸          | - بهینه‌سازی‌هایی در سکوهای sparc64، hppa, mvme88k, sgi - تعداد زیادی درایور جدید و بهینه کردن درایورهای قبلی - ابزارهای جدید snmpd(8)‎، snmpctl(8)‎، pcidump(8)‎، ldattach(8)‎ - پشتیبانی از IPv6 در sppp(4)‎ - پشتیبانی از AEL با اندازه ۱۹۲ و ۲۵۶ بیتی در ipsec.conf(5)‎ - پشتیبانی از X11 در sgi - ساده‌سازی در فایل پیکربندی carp(4)‎ - دایرکتیوهای جدید در فایل پیکربندی pf.conf - بهینه‌سازی پشتیبانی از lkm(4)‎ در amd64 - OpenBGPD نسخه ۴٫۳ - OpenNTPD نسخه ۴٫۳ - OpenOSPFD نسخه ۴٫۳ - relayd نسخه ۴٫۳ - OpenSSH نسخه ۴٫۸ - ترانه Home to Hypocrisy، این ترانه در انتقاد به صحبت‌های ریچارد استالمن در رابطه با درخت پورت‌های اوپن‌بی‌اس‌دی و «غیر آزاد» خواندن آن و همچنین یک درگیری در همین رابطه در لیست پستی اوپن‌بی‌اس‌دی، سروده شده است. |
| 4.4  | ۱ نوامبر ۲۰۰۸      | - بهبودهایی در سکوهای sparc64، socppc, landisk - درایورهای جدید fins(4)‎، andl(4)‎، kate(4)‎، sdtemp(4)‎، adtfsm(4)‎، km(4)‎، it(4)‎، lmtemp(4)‎، vmt(4)‎، auglx(4)‎، ix(4)‎، acpithinkpad(4)‎، acpiasus(4)‎، gecko(4)‎، tsec(4)‎ و بهبود گسترده در درایورهای قبلی - ابزارهای جدید rpc.statd(8)‎، ypldap(8)‎، ldattach(8)‎، tcpbench(1)‎ - بهینه‌سازی‌هایی در ftp(1)‎، disklabel(8)‎ و دیگر ابزارها - رابط‌های برنامه‌نویسی جدید برای arc4random(3)‎ - تلاش برای سازگاری با استاندارد C99 از زبان سی - بهبود فرایند نسب و بروزرسانی - OpenSSH نسخه ۵٫۱ - ترانه Trial of the BSD Knights که به طور خلاصه تاریخچه سیستم‌عامل بی‌اس‌دی و دادگاه آزمایشگاه‌های سیستم یونیکس در برابر بی‌اس‌دی‌آی را بیان می‌کند. |
| 4.5  |                    | - پشتیبانی اولیه از سکوهای gumstix و OpenMoko - بهبودهای فراوان در درایورها و پشتیبانی از سخت‌افزارهای جدید - ابزارهای جدید ypldap(8)‎ و xcompmgr(1)‎ - بهبودهایی در فرایند نصب و بروزرسانی - OpenSSH نسخه ۵٫۲ - ترانه Games |
| 4.6  | ۱۸ اکتبر ۲۰۰۹      | - بهینه‌سازی‌هایی در سکوهای mvme68k, sparc, sparc64، sgi - بهبودهای فراوان در درایورها - ابزارهای جدید smtpd(8)‎ و tmux(1)‎ - فعال‌سازی فایروال پی‌اف به صورت پیشفرض - OpenSSH نسخه ۵٫۳ - ترانه Planet of the Users |
| 4.7  | ۱۹ می ۲۰۱۰         | - بهینه‌سازی‌هایی در معماری‌های alpha, loongson, sgi, socppc, sparc64 - درایورهای جدید aibs(4)‎، uthum(4)‎، utrh(4)‎، uyurex(4)‎، urndis(4)‎، xf86-video-wsudl(4)‎، mpii(4)‎، athn(4)‎، alc(4)‎، lisa(4)‎، gcu(4)‎، lom(4)‎، vsw(4)‎، vds(4)‎ و بهبود درایورهای قبلی - ابزارهای جدید newfs_ext2fs(8)‎، mkuboot(8)‎، midicat(1)‎ - بهینه‌سازی‌هایی در فایل‌سیستم‌های NFS, FAT32، cd9660 و … - پشتیبانی از بیش از ۶۴ آدرس مجازی در ifconfig - OpenSSH نسخه ۵٫۵ - ترانه I'm still here |
| 4.8  | ۱ نوامبر ۲۰۱۰      | - پشتیبانی از suspend/resume مبتنی بر ACPI در سیستم‌ها دارای کارت گرفیک Intel/ATI - درایورهای جدید acpisony(4)‎، itherm(4)‎، se(4)‎، uguru(4)‎، owctr(4)‎، pgs(4)‎ و بهبود درایورهای قبلی - ابزارهای جدید iked(8)‎ و ldapd(8)‎ - بهینه‌سازی‌هایی در فرایند نصب و بروزرسانی سیستم - OpenSSH نسخه ۵٫۶ - استفاده از gcc4 در سکوهای amd64, i386, hppa, sparc64, socppc و macppc - بهینه‌سازی‌هایی در بخش SCSI - پشتیبانی از انتخاب تصادفی MAC addressها در ifconfig - ترانه El Puffiachi |
| 4.9  | ۱ می ۲۰۱۱          | - بهینه‌سازی‌های در سکوهای amd64، i386، loongson, sgi, sparc64 و پشتیبانی از ریزپردازنده در سکوی hppa - افزودن درایورهای vte(4)‎، rdcphy(4)‎، rsu(4)‎، urtwn(4)‎، utwitch(4)‎ و بهبود درایورهای قبلی - افزودن پشتیبانی از AES-GCM در IPSec - قابلیت دیکد کردن ترافیک mDNS در tcpdump(8)‎ - بهینه‌سازی‌هایی در OpenBGPD و OpenOSPFD و دیگر دیمن‌های مرتبط با مسیریابی - برطرف کردن چند مشکل بالقوه امنیتی در IPsec، بازبینی کدهای مربوط به ARC4 و PRNG در این پشته - بهینه‌سازی‌هایی در SCSI - تغییراتی در فرایند نصب و بروزسانی سیستم - افزودن چارچوب جدید rc.d(8)‎ برای راحتی در اجرا/متوقف کردن دیمن‌ها - OpenSSH نسخه ۵٫۸ - ترانه The Answer، که برای ادای احترام به گروه تحقیقاتی سیستم‌های رایانه‌ای سروده شده |
| 5.0  | ۱ نوامبر ۲۰۱۱      | - بهینه‌سازی‌های جدید در پشتیبانی از سخت‌افزارها و افزودن درایورهای hds(4)‎، myx(4)‎، dfs(4)‎ و … - افزودن پشتیبانی بیدار کردن رایانه از طریق LAN به arp(8)‎ - بهینه‌سازی‌هایی در زیرسیستم SCSI - تغییراتی در فرایند نصب و بروزرسانی - بهبود چارچوب rc.d(8)‎ - OpenSSH نسخه ۵٫۹ - ترانه What Me Worry? |
| 5.1  | ۱ می ۲۰۱۲          | - پشتیبانی از کارت گرافیک‌های اینتل Sandy Bridge به درایور intel(4)‎ اضافه شد. - پشتیبانی از کارت شبکه‌های جدید - بهینه‌سازی‌هایی در فایروال پی‌اف - بهبود لایه سازگاری با لینوکس - OpenSSH نسخه ۶٫۰ - بهینه‌سازی‌هایی در tmux, cwm, opensmtpd و ویرایشگر mg - ترانه Bug Busters! |
| 5.2  | ۱ نوامبر ۲۰۱۲      | - بهینه‌سازی‌ها و قابلیت‌های جدید در pthreads(3)‎ - بهینه‌سازی‌ها و پشتیبانی از سخت‌آفزارهای جدید در درایورهای wbsio(4)‎، glxpcib(4)‎، axe(4)‎، mos(4)‎، umidi(4)‎ و … - افزودن nginx(8)‎ به نصب پیش‌فرض - غیرفعال کردن SSLv2 در اوپن‌اس‌اس‌ال - OpenSSH نسخه ۶٫۱ - ترانه Aquarela do Linux! در واکنش به قرار گرفتن تعدادی از ویژگی‌هایی مختص به لینوکس در استاندارد پازیکس |
| 5.3  | ۱ می ۲۰۱۳          | - تعدادی درایور جدید از جمله oce(4)‎، rtsx(4)‎، mfii(4)‎، smsc(4)‎ و بهینه‌سازی‌های زیادی در درایورهای قبلی - افزودن npppd(8)‎، یک سرویس‌دهنده L2TP, L2TP/IPsec, PPTP و PPPoE - OpenSMTPD نسخه ۵٫۳ - فعال بودن فایل‌های اجرایی مستقل از جایگاه (PIE) به صورت پیشفرض در معماری‌های alpha, amd64, hppa, landisk, loongson, sgi و sparc64 - بهینه‌سازی‌هایی در سیستم ریسه‌بندی (Threading) - OpenSSH نسخه ۶٫۲ - ترانه Blade Swimmer |
| 5.4  | ۱ نوامبر ۲۰۱۳      | - پشتیبانی از دو سکوی سخت‌افزاری جدید octeon و beagle - بهینه‌سازی‌هایی در dhcpd(8)‎ و dhclient(8)‎ - بهینه‌سازی‌هایی در inteldrm(4)‎، بروزرسانی به نسخه مشابه لینوکس ۳٫۸٫۱۳، پشتیبانی از KMS - کارت‌های Sandy Bridge که قبلاً تنها شتاب‌دهنده ShadowFB داشتند، هم‌اکنون از شتاب‌دهنده کامل سخت‌افزاری برخوردارند. - OpenSMTPD نسخه ۵٫۳٫۳ - OpenSSH نسخه ۶٫۳ - ترانه Our favorite hacks |
| 5.5  | ۱ مه ۲۰۱۴          | - استفاده در نوع داده time_t با اندازه ۶۴ بیتی در تمامی معماری‌های ۶۴ بیت، به منظور حل کردن مشکل سال ۲۰۳۸ و جلوگیری از سرریز زمان در این سال - بسته‌های باینری از این پس با استفاده از ابزار signify(1)‎ امضا می‌شوند تا از صحت آنها اطمینان حاصل شود. - سیستم صف‌بندی جدید در پی‌اف - بهینه‌سازی‌هایی در iked(8)‎ - پیشفرض شدن فایل‌هایی اجرایی مستقل از جایگاه PIE در سکوی i386 - بهینه‌سازی‌هایی در سیستم ریسه‌بندی - ترانه Wrap in Time که به مشکل سال ۲۰۳۸ می‌پردازد |

## جدول هکاتون‌ها
توسعه‌دهندگان اوپن‌بی‌اس‌دی به صورت دوره‌ای رویدادی تحت عنوان هکاتون را برگزار می‌کنند. در این رویداد، توسعه‌دهندگان به مدت چند روز از سرتاسر دنیا گرد هم آمده و به توسعه و پیاده‌سازی ایده‌های مختلف خود می‌پردازند. این رویدادها مخصوص یادگیری توسعه‌دهندگان نیستند. هر هکاتون تی‌شرت مخصوص به خود را دارد که طرح این تی‌شرت‌ها، عموماً شوخی با یکی از توسعه‌دهندگان است.
| نام    | تاریخ                      | مکان                                | موضوع                             | تعداد شرکت‌کنندگان |
| ------ | -------------------------- | ----------------------------------- | --------------------------------- | ----------------- |
| c99    | ژوئن ۴–۶, ۱۹۹۹             | کلگری، آلبرتا                       | در مورد IPSec                     | ۱۰                |
| c2k    | ژوئن ۱۵–۱۸, ۲۰۰۰           | کلگری، آلبرتا                       | هکاتون همه‌منظوره                  | ۱۸                |
| c2k1   | ژوئن ۲۱–۲۶, ۲۰۰۱           | کمبریج، ماساچوست                    | نوشتن پی‌اف                        | ۲۵                |
| c2k1-2 | آگوست ۱۷–۲۰, ۲۰۰۱          | واشینگتن                            | مختص سکوی sparc64                 | ۱۲                |
| c2k2   | ژوئن ۴–۱۲, ۲۰۰۲            | کلگری، آلبرتا                       | هکاتون همه‌منظوره                  | ۴۲                |
| c2k3   | می ۸–۲۰, ۲۰۰۳              | کلگری، آلبرتا                       | هکاتون همه‌منظوره                  | ۵۱                |
| pf2k4  | آوریل ۲۴–۲۸, ۲۰۰۴          | Sechelt, BC                         | متمرکز بر روی توسعه حب            | ۱۲                |
| c2k4   | ژوئن ۱۹–۲۶, ۲۰۰۴           | کلگری، آلبرتا                       | هکاتون همه‌منظوره                  | ۴۶                |
| c2k5   | می ۲۱–۲۸, ۲۰۰۵             | کلگری، آلبرتا                       | هکاتون همه‌منظوره                  | ۶۰                |
| v2k5   | نوامبر ۱–۴, ۲۰۰۵           | سن سرولو، ونیز، ایتالیا             | متمرکز بر روی درخت پورت‌ها         | ۱۲                |
| c2k6   | می ۲۱–۲۹, ۲۰۰۶             | کلگری، آلبرتا                       | هکاتون همه‌منظوره                  | ۴۷                |
| r2k6   | ژوئن ۱۴–۱۸, ۲۰۰۶           | بوداپست، مجارستان                   | متمرکز بر روی مسیریابی شبکه       | ۶                 |
| k2k6   | آگوست ۲۸ - سپتامبر ۱, ۲۰۰۶ | Schloss Kransberg, آلمان            | متمرکز بر IPSEC و IKE             | ۱۴                |
| p2k6   | اکتبر ۱۸–۲۲, ۲۰۰۶          | بوداپست، مجارستان                   | متمرکز بر روی درخت پورت‌ها         | ۱۴                |
| h2k6   | نوامبر ۲۵–۳۰, ۲۰۰۶         | کویمبرا، پرتغال                     | متمرکز بر روی درایورهای سخت‌افزاری | ۱۴                |
| f2k7   | آوریل ۱۰–۱۵, ۲۰۰۷          | وین، اتریش                          | متمرکز بر روی فایل‌سیستم‌ها         | ۱۴                |
| c2k7   | می ۲۵ - ژوئن ۲, ۲۰۰۷       | کلگری، آلبرتا                       | هکاتون همه‌منظوره                  | ۵۰                |
| p2k7   | اکتبر ۲۲–۲۸, ۲۰۰۷          | بوداپست، مجارستان                   | متمرکز بر روی درخت پورت‌ها         | ۱۳                |
| h2k7   | نوامبر ۲۲–۲۹, ۲۰۰۷         | کویمبرا، پرتغال                     | مختص به سخت‌افزارها                | ۱۱                |
| n2k8   | می ۵–۱۰, ۲۰۰۸              | ایتو، ژاپن                          | متمرکز بر روی شبکه                | ۱۸                |
| c2k8   | ژوئیه ۶–۱۵, ۲۰۰۸           | ادمونتون، آلبرتا                    | هکاتون همه‌منظوره                  | ۵۵                |
| p2k8   | اکتبر ۲۴–۳۱, ۲۰۰۸          | بوداپست، مجارستان                   | متمرکز بر روی درخت پورت‌ها         | ۱۳                |
| h2k8   | نوامبر ۲۰–۲۷, ۲۰۰۸         | کویمبرا، پرتغال                     | مترمرکز بروی سخت‌افزارها           | ۱۸                |
| n2k9   | ژانویه ۲۶–۳۰, ۲۰۰۹         | باسل، سوئیس                         | متمرکز بر روی شبکه                | ۱۹                |
| c2k9   | می ۳۰ - ژوئن ۷, ۲۰۰۹       | ادمونتون، آلبرتا                    | هکاتون همه‌منظوره                  | ۴۶                |
| f2k9   | آگوست ۷–۱۴, ۲۰۰۹           | استکهلم، سوئد                       | هکاتون مختص به فایل‌سیستم و uvm    | ۱۴                |
| p2k9   | اکتبر ۹–۱۶, ۲۰۰۹           | بوداپست، مجارستان                   | هکاتون پورت‌ها                     | ۱۴                |
| h2k9   | نوامبر ۲۱–۲۷, ۲۰۰۹         | کویمبرا، پرتغال                     | هکاتون سخت‌افزارها                 | ۱۵                |
| n2k10  | ژانویه ۹–۱۵, ۲۰۱۰          | ملبورن، استرالیا                    | مختص به شبکه                      | ۱۷                |
| c2k10  | ژوئن ۲۵ - ژوئیه ۳, ۲۰۱۰    | ادمونتون، آلبرتا                    | هکاتون همه‌منظوره                  | ۴۶                |
| j2k10  | سپتامبر ۱۹–۲۵, ۲۰۱۰        | Akiyamago, Sakae Mura, Nagano, ژاپن | یک مینی‌هکاتون در ژاپن             | ۱۹                |
| p2k10  | اکتبر ۲۳–۲۹, ۲۰۱۰          | بوداپست، مجارستان                   | هکاتون پورت‌ها                     | ۱۹                |
| k2k11  | آوریل ۱–۷, ۲۰۱۱            | Hafnarfjordur, ایسلند               | هکاتون مخص به هسته اوپن‌بی‌اس‌دی     | ۱۵                |
| c2k11  | ژوئیه ۲–۹, ۲۰۱۱            | ادمونتون، آلبرتا، کانادا            | هکاتون همه‌منظوره                  | ۳۶                |
| s2k11  | سپتامبر ۱۶–۲۳, ۲۰۱۱        | لیوبلیانا، اسلوونی                  | هکاتون همه‌منظوره                  | ۲۵                |
| a2k11  | نوامبر ۵–۱۲, ۲۰۱۱          | کویمبرا، پرتغال                     | هکاتون ARM                        | ۸                 |
| p2k11  | نوامبر ۱۲–۱۸, ۲۰۱۱         | بوداپست، مجارستان                   | هکاتون پورت‌ها                     | ۱۵                |
| r2k12  | آوریل ۱۰–۱۴, ۲۰۱۲          | پاریس، فرانسه                       | هکاتون مختص به rthreads           | ۱۶                |
| g2k12  | ژوئیه ۷–۱۴, ۲۰۱۲           | بوداپست، مجارستان                   | هکاتون همه‌منظوره                  | ۴۱                |
| n2k12  | سپتامبر ۱۷–۲۱, ۲۰۱۲        | اشتارنبرگ، آلمان                    | مختص به شبکه                      | ۲۳                |
| p2k12  | اکتبر ۸–۱۳, ۲۰۱۲           | بوداپست، مجارستان                   | مختص به پورت‌ها                    | ۹                 |
| c2k12  | نوامبر ۱۴–۲۰, ۲۰۱۲         | کویمبرا، پرتغال                     | هکاتون coimbra                    | ۱۰                |
| n2k13  | ژانویه ۱۳–۱۹, ۲۰۱۳         | دنیدن، نیوزلند                      | هکاتون شبکه                       | ۱۷                |
| t2k13  | ۲۹ می، ۵ ژوئیه ۲۰۱۳        | تورنتو، کانادا                      | هکاتون عمومی                      | ۴۳                |
| b2k13  | ۱۷ تا ۲۱ اکتبر ۲۰۱۳        | برلین، آلمان                        | مینی‌هکاتون                        | ۲۱                |
| n2k14  | ۱۸ تا ۲۵ ژانویه ۲۰۱۴       | دوندین، نیوزلند                     | مینی‌هکاتون                        | ۱۵                |
| m2k14  | ۱۷ تا ۲ آوریل ۲۰۱۴         | مراکش، مغرب                         | مینی‌هکاتون                        | ۱۲                |